# Kurov
Kurov es un municipio del distrito de Bardejov en la región de Prešov, Eslovaquia, con una población estimada a final del año 2024 de 727 habitantes.
Se encuentra ubicado en el centro-norte de la región, cerca del río Topľa (cuenca hidrográfica del río Tisza) y de la frontera con Polonia.

## Demografía
| Año        | 1994 | 2004    | 2014    | 2024     |
| ---------- | ---- | ------- | ------- | -------- |
| Población  | 552  | 559     | 612     | 727      |
| Diferencia |      | +1,26 % | +9,48 % | +18,79 % |

| Año        | 2023 | 2024    |
| ---------- | ---- | ------- |
| Población  | 729  | 727     |
| Diferencia |      | −0,27 % |